# Multiboll
Multiboll betecknar ett läge då man har fler än en boll i spel i ett flipperspel. Multiboll startas ofta i kombination med att jackpottar tänds på spelplanen och är ett av de ständigt återkommande lägena inom flipper.
Det första spelet som introducerade multibollkonceptet var Balls-A-Poppin, med upp till nio bollar i spel samtidigt. Spelet med flest bollar under en och samma multiboll har Hyperball, med upp till 250 bollar i minuten. Många anser dock att spelet inte är ett flipperspel då det inte har några flipprar. Spelet med den största multibollen förutom Hyperball är Apollo 13 från Sega.